# Casa Marià Pidelaserra
La Casa Marià Pidelaserra és un edifici situat als carrers de Balmes, 178-180 i del Comte de Salvatierra, 1-3 de Barcelona, catalogat com a bé cultural d'interès local.

## Història
Va ser projectat el 1929 per l'arquitecte Ramon Puig i Gairalt per encàrrec del pintor Marià Pidelaserra i Brias.

## Descripció
Consisteix en una planta baixa comercial, una planta entresòl, cinc pisos, àtic i sobreàtic, així com una torre prominent, situada a la cantonada.

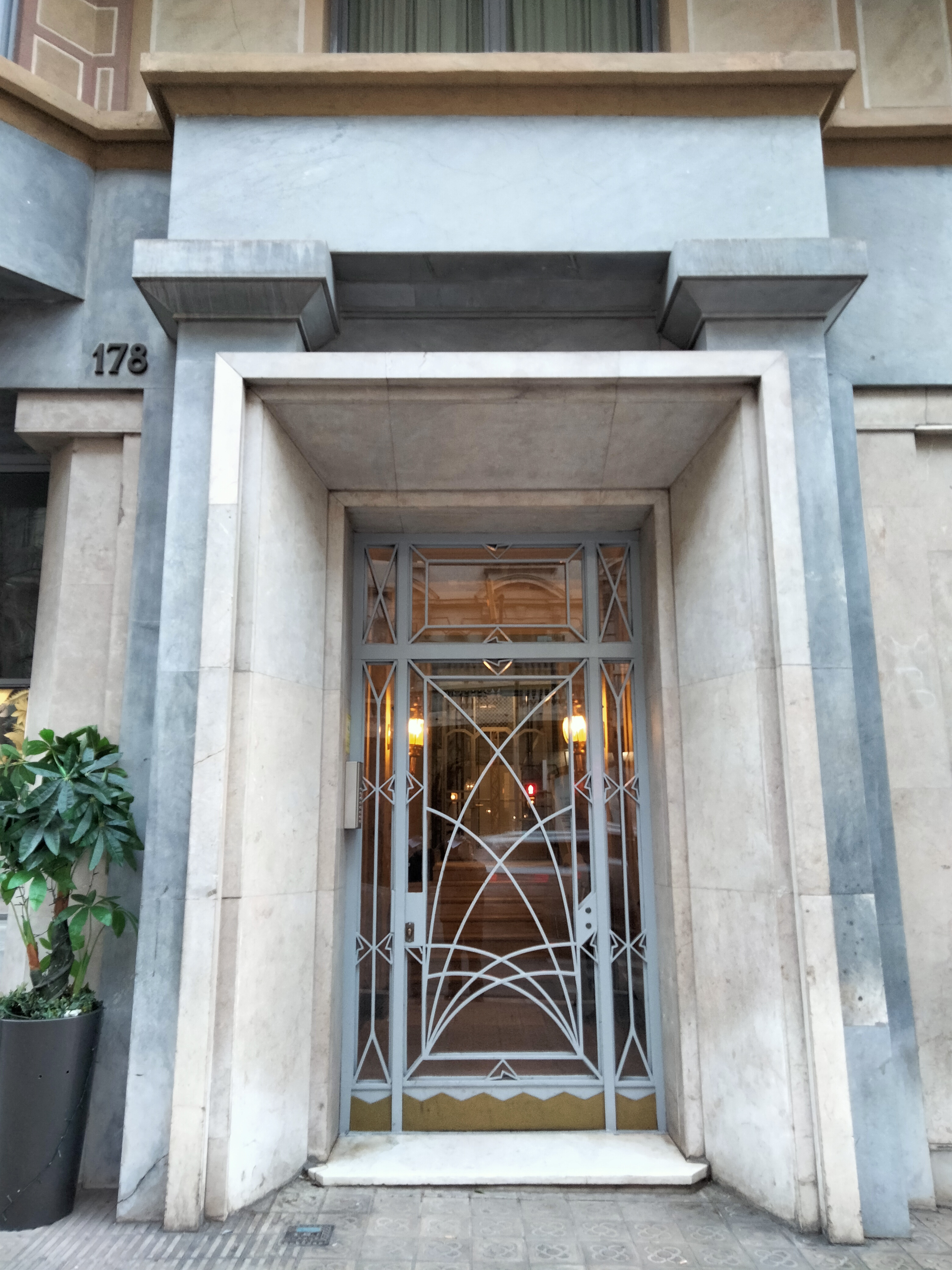
Portal del carrer de Balmes

Aquest immoble es caracteritza per una gran profusió de volums i formes i que afloren de les façanes a partir de la primera planta pis. A la base, la planta baixa i l'entresòl, són els més senzills i compten amb nombroses obertures simples amb pocs volums ressenyables. A partir de la primera planta, s'inicien una bona sèrie de formes diverses. La primera que dona més personalitat a l'edifici és la pròpia cantonada. Aquesta uneix diferents obertures en una balconada correguda de diversa extensió depenent de la planta. A l'àtic, aquesta balconada correguda assoleix tot el perímetre de les dues façanes i més amunt, es remata amb la presència d'una torre prominent, que compta amb dos cossos. L'inferior és de morfologia quadrangular amb les cantonades romes i el superior, és de planta circular. A banda i banda d'aquesta balconada correguda trobem altres formes, repetitives per tram però no per planta. Als extrems sobresurten cossos trapezoïdals i més cap a dins altres de triangulars.
El conjunt segueix un ritme ascendent al voltant de l'important cos del xamfrà, segueixen els criteris del moviment modern, quant a tractament de la il·luminació i pell de l'edifici, però la seva composició formal rau més a prop de les teories estètiques dels futuristes de Marinetti que de la mateixa estètica del GATCPAC.